# Escorial (revista)
Escorial fue una revista editada en Madrid entre 1940 y 1950 por la Delegación Nacional de Prensa y Propaganda de Falange Española Tradicionalista y de las JONS.

## Historia
Su primer número apareció en noviembre de 1940. Su fundación está ligada a un momento de optimismo en las soluciones fascistas totalitarias en España y en Europa, y de hecho la revista nace gracias al empuje del entonces ministro de Asuntos Exteriores, Ramón Serrano Suñer, que acababa de pasar a ese ministerio desde el de Gobernación, el cual seguía controlando y, con él, los servicios de Prensa y Propaganda del partido y del Estado. Escorial sufrió prácticamente las mismas crisis que Falange en el seno del franquismo, hasta su desaparición en 1950, después de un periodo de silencio entre 1947 y 1949, en unos años en que Escorial no solo no servía ya a los fines propagandísticos del Estado franquista, sino que a éste le resultaba un lastre en su reivindicación ante los aliados vencedores en la II Guerra Mundial.
Escorial estuvo dirigida por y ligada a los nombres de algunos de los ideólogos más significativos del falangismo. En concreto, su director en la primera época (hasta octubre de 1942) fue Dionisio Ridruejo, Jefe Nacional de Propaganda de FET y de las JONS; y su subdirector, Pedro Laín Entralgo, director de la Editora Nacional, era el responsable de la Sección de Ediciones del mismo Servicio. Junto a Ridruejo y Laín colaboraron en su fundación y desarrollo quienes habían de ser reconocidos nombres de la cultura de posguerra, y que eran militantes falangistas responsables de diversas áreas de la propaganda: Luis Rosales y Luis Felipe Vivanco son los más conocidos; pero hemos de situar junto a ellos nombres como los de Gonzalo Torrente Ballester, Emiliano Aguado, José María Alfaro (segundo director de la primera época) y Pedro Mourlane Michelena (director de la segunda época). Junto a ellos aparecen nombres de la cultura franquista de posguerra y asimilados de una u otra forma al falangismo: José Luis López Aranguren, Juan José López Ibor, Carlos Alonso del Real, Gerardo Diego, Antonio Marichalar, Antonio Tovar, etc.
La publicación cesó con el número de enero-febrero de 1950.
Escorial fue una revista de aspiraciones totalitarias que tocó prácticamente todos los asuntos que le interesaban a Falange en la construcción del «Nuevo Estado» franquista en aquellos ámbitos que su fundadores creyeron que le correspondían a la cultura: desde política a religión, desde filosofía a crítica literaria y artística, además de creación, historia, derecho, cine y teatro...; prácticamente todo cayó en la órbita de la consideración cultural desde el falangismo, correspondiéndole en este sentido a Escorial la revisión de muchos de los conceptos culturales anteriores y su adecuación al poder franquista en el que el equipo de redacción de la revista colaboró. Es cierto, en este sentido, que por Escorial pasaron muchos de los nombres del liberalismo que aún quedaban en España. Pero también lo es que no eran tantos en comparación con los de autores ligados al pensamiento fascista, autoritario y reaccionario que predominaron en la revista; y que lo hicieron desde la actitud de servicio a la «Nueva España» que Escorial reclamó desde sus páginas, en una situación no ya solo de predominio del pensamiento franquista, sino de eliminación de los enemigos políticos e ideológicos del bando sublevado. A pesar de todo ello, la revista fue entendida por algunos estudiosos (José Carlos Mainer, Elías Díaz), en los años setenta, como el órgano de expresión cultural de lo que se ha dado en llamar el «falangismo liberal» y sirvió para divulgar la poesía de un grupo de escritores vinculados al bando fascista vencedor de la guerra (Dionisio Ridruejo, Luis Rosales, Leopoldo Panero, Luis Felipe Vivanco) dentro de la estética bautizada por Dámaso Alonso como poesía arraigada, y que fue posteriormente denominada garcilasismo cuando estos poetas se mudaron a la revista Garcilaso. Juventud Creadora (1943-1946) fundada por José García Nieto.
Los trabajos más recientes sobre la revista (Eduardo Iáñez) coinciden en que Escorial fue fundamentalmente un proyecto de alta propaganda para servir al Nuevo Estado y es por tanto muy discutible el intento posterior por presentar a las élites intelectuales falangistas que la dirigieron como precursores de la transición democrática. Otra cosa es que esos jóvenes fascistas que impulsaron la revista tuvieran que luchar encarnizadamente con otros sectores del franquismo por el control de los resortes del poder. A partir de la segunda mitad de la década de los cuarenta, una vez terminada la II Guerra Mundial, el franquismo se encontró aislado, con una cultura pobre y sin éxito; para entonces, los anteriores promotores de la revista se alejaron de las posturas del régimen, pasando moderadamente a otras más plurales y liberales, y a llegar incluso a criticar al franquismo (como, por ejemplo, fue el caso de Dionisio Ridruejo con su libro Escrito en España).
No obstante, aunque Escorial no fuese en realidad ese pretendido lugar de «encuentro» de los vencedores con los restos del liberalismo, hay que reconocer que fue durante diez años la más ambiciosa y completa de las revistas culturales del franquismo, y posiblemente la más abierta a influencias extranjeras, por más que éstas estuviesen originalmente mediatizadas por Alemania y, en mayor medida, por Italia. En este sentido, Escorial quiso restablecer de alguna forma la comunidad intelectual española rota por la guerra. De hecho, en sus páginas aparecieron algunos de los mejores nombres que aún quedaban en España de la cultura anterior (Pío Baroja, Azorín, Menéndez Pidal, Gregorio Marañón); y en ella se dieron a conocer algunos nombres fundamentales de la cultura de posguerra posterior (Xavier Zubiri).